# Lucía Javier
Josefina Henao Valencia (Sonsón, 24 de julio de 1930-Sonsón, 14 de julio de 1987), conocida con el seudónimo de Lucía Javier, fue una poetisa, dramaturga y cuentista colombiana.

## Biografía

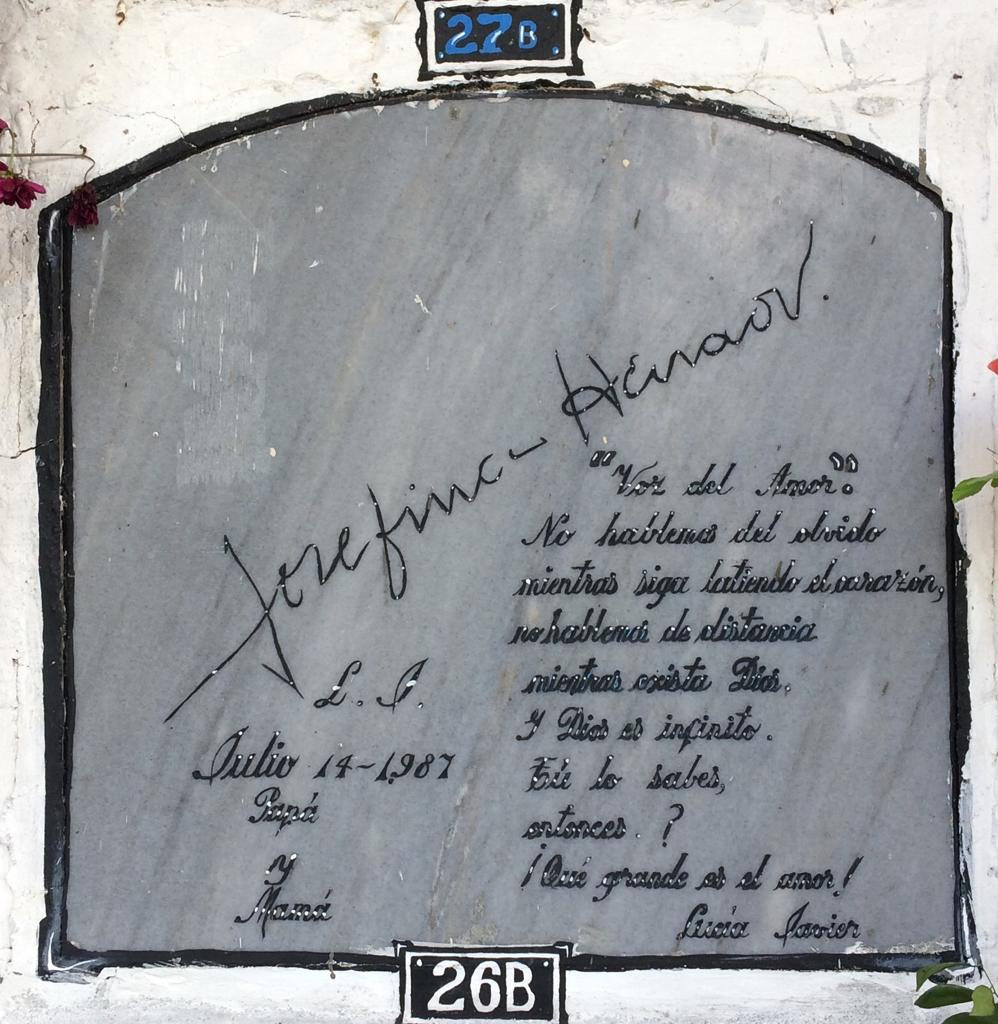
Tumba de Josefina Henao en el Cementerio de Sonsón.

Nació en el seno de una familia tradicional en Sonsón. Cursó sus estudios básicos en el Instituto La Merced y el Colegio de La Presentación, y estudió hasta 1.º de Bachillerato en el Colegio Santa Teresa. Su interés por la escritura surgió a los nueve años de edad; a partir de ese momento escribió poesía, teatro costumbrista, teatro social, ensayo, crónica y cuento costumbrista y social. A lo largo de su trayectoria colaboró en el periódico La Acción y en la revista Pregón, así como en otras publicaciones de carácter nacional, como El Colombiano y La Patria. Desarrolló también labores de docencia en teatro y baile, y como conferencista de temas literarios, del folclor antioqueño y del cristianismo.

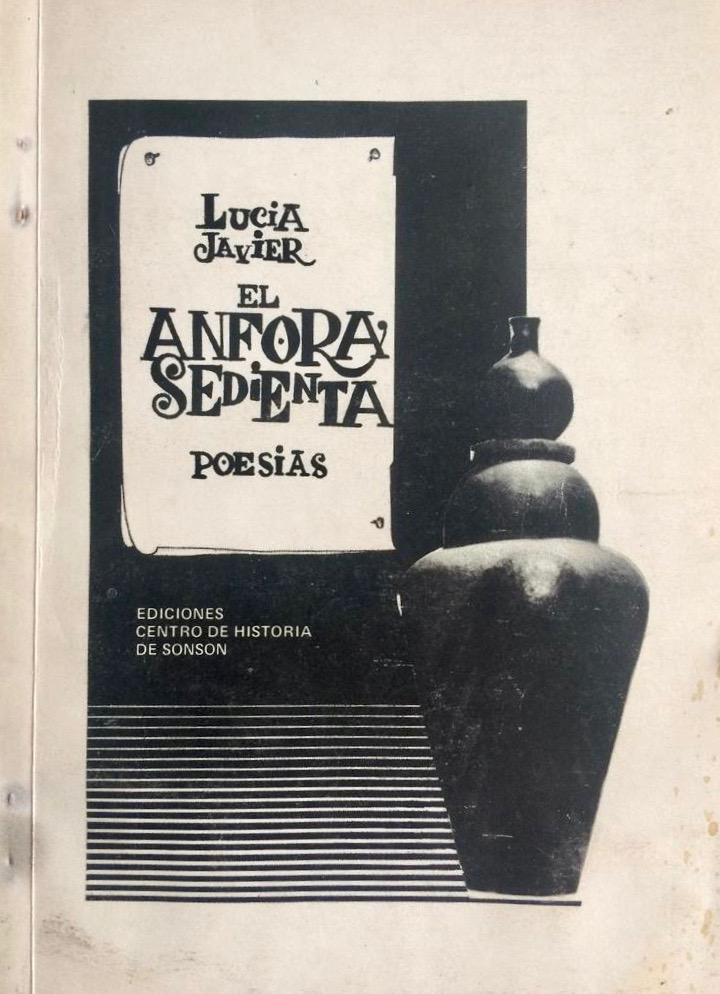
Portada de "El ánfora sedienta".

Paralela a su actividad literaria, ejercitó también una intensa actividad cívica, vinculándose como miembro de número del Centro de Historia "San José de Ezpeleta de Sonsón", secretaria de la Sociedad de Mejoras Públicas, igual cargo en la junta del Museo "Casa de los Abuelos", miembro de la junta de la Biblioteca "Joaquín Antonio Uribe" y vicepresidenta de la Casa de la Cultura "Roberto Jaramillo A."
A lo largo de su vida, Lucía Javier padeció una salud débil que la obligó a permanecer largos periodos de su vida postrada en silla de ruedas. Falleció por causas naturales en su ciudad natal en 1987.

### Legado
La mayoría de su obra ha sido publicada por el Centro de Historia de Sonsón, entidad encargada de la divulgación de su obra. En su memoria se bautizó el Aula Máxima de la Casa de la Cultura de Sonsón, y una escuela de teatro de la localidad. En octubre del año 2015 su archivo personal fue entregado a la sala de patrimonio documental de Sonsón, en la cual reposa con otros archivos de personajes destacados de la ciudad.

## Obra

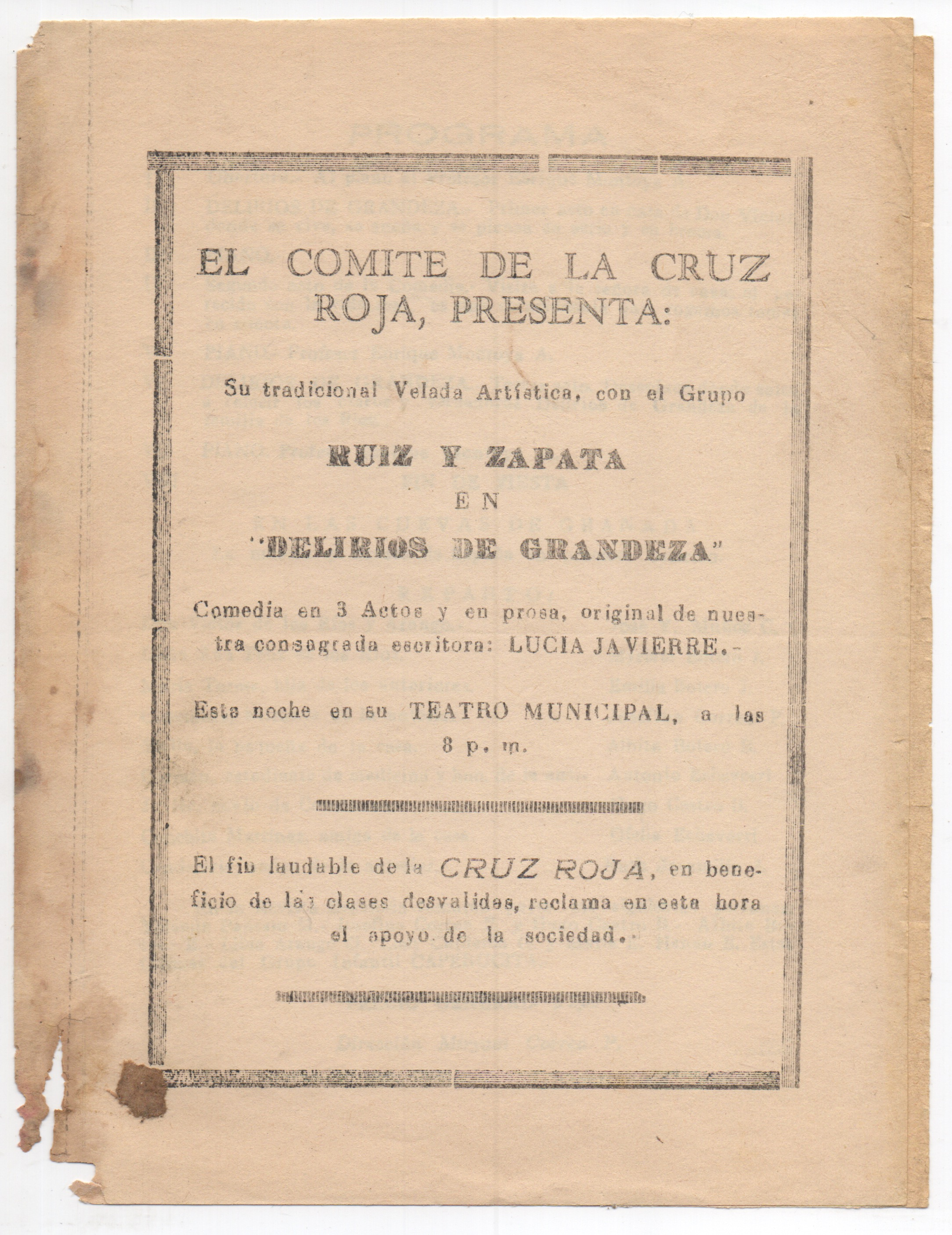
Folleto para la presentación de la obra "Delirios de grandeza", en el Teatro Municipal de Sonsón, hacia 1960.

Entre otras temáticas, la obra de Lucía Javier se caracteriza por la exaltación de los valores tradicionales de la sociedad antioqueña, en contraste con otros trabajos de crítica social, que exponen fenómenos de violencia y desigualdad.

### Cuentos
- Me largo
- Dos destinos
- Un pedacito de paz
- El doctor no se puede trasnochar
- Cincuenta centavos de placer

### Crónicas
- La Fiesta del Maíz
- Canto a la raza
- Don Rómulo Carvajal: Artista y señor
- El mundo cultural de Sonsón
- Por el mundo del teatro
- Sonsón en la lírica

### Teatro
- De la pura cepa[7]
- Corazón de montaña
- La tierra manda
- Salida pa´l pueblo

### Poesía
- Mi voz al mundo
- El ánfora sedienta
- Don quijote se asoma al siglo XX
- Oraciones de la Casa de los Abuelos